# Charybdis (Charybdis) crosnieri
Charybdis (Charybdis) crosnieri is een krabbensoort uit de familie van de Portunidae. De wetenschappelijke naam van de soort is voor het eerst geldig gepubliceerd in 2001 door Spiridonov & Türkay.